# Birdy (альбом Питера Гэбриела)
| Оценки критиков               | Оценки критиков |
| Источник                      | Оценка          |
| ----------------------------- | --------------- |
| Allmusic                      | [ 1 ]           |
| The Rolling Stone Album Guide | [ 2 ]           |

Birdy — саундтрек сочинённый Питером Гэбриелом для одноимённого фильма, был издан в 1985 году. Альбом был первой совместной работой Гэбриела с продюсером Даниэлем Лануа. В 2002 году диск был переиздан, все композиции прошли процедуру ремастеринга.
В дополнение к созданию нового материала, Гэбриел также использовал инструментальные темы и заготовки из своих ранних работ, дабы сформировать основу некоторых композиций. Весь саундтрек полностью инструментальный.

## Список композиций
Весь материал сочинён Питером Гэбриелом.

### Сторона один
1. «At Night» — 2:38
2. «Floating Dogs» — 2:55
3. «Quiet and Alone» — 2:30
4. «Close Up» (из композиции «Family Snapshot») — 0:55
5. «Slow Water» — 2:51
6. «Dressing the Wound» — 4:06

### Сторона два
1. «Birdy’s Flight» (из композиции «Not One of Us») — 2:58
2. «Slow Marimbas» — 3:21
3. «The Heat» (из композиции «The Rhythm of the Heat») — 4:41
4. «Sketch Pad With Trumpet and Voice» — 3:05
5. «Under Lock and Key» (из композиции «Wallflower») — 2:28
6. «Powerhouse at the Foot of the Mountain» (из композиции «San Jacinto») — 2:19

- Структура некоторых треков была позаимствована (и переработана) из других композиций Гэбриела, изданных на его сольных альбомах.

## Участники записи
- Питер Гэбриел
- Джон Хессел
- Ларри Фэст
- Тони Левин
- Джерри Маротта
- Дэвид Роудс
- Мэнни Элиас
- Моррис Перт
- Джон Гиблин
- Ekome Dance Company

## Интересные факты
Часть композиции «Birdy’s Flight» была использована режиссёром Джоном Ву в одной из сцен фильма «Светлое будущее».